# Koroa
Koroa. /Pomen imena ni znan/ Pleme ameriških Indijancev iz družine Tunican, ki so v drugi polovici 17. in zgodnjem 18. stoletju prebivali na obalah spodnjega Mississippija v današnjem Mississippiju in Louisiani zlasti ob spodnjem toku reke Yazoo. Po Mooneyjevi oceni (1928) so plemena Koroa, Yazoo, Tunica in Ofo leta 1650 štela okoli 2.000 pripadnikov. Le Page du Pratz, francoski popotnik, je leta 1730 ocenil, da imajo 40 hiš ali okoli 300 oseb.

## Ime
Indijanci Choctaw so jih imenovali Kúlua, kar ni nič drugega kot njihova izgovorjava imena Koroa. Plemena Muskogean ne morejo izgovoriti glasu  'r' , kar je Indijance Koroa, ki so ga imeli in kar je že (1758) ugotovil Le Page du Pratz, avtomatično uvrstilo v družino Tunican.
Jacques Marquette je to pleme poimenoval Akoroa.

## Jezik
Verjame se, da so Koroa govorili narečje tuniškega jezika. Vendar so francoski misijonarji opisali Koroa (ki so jih pisali Courouais) kot govoreče isti jezik kot Yazoo, vendar drugačen jezik od Tunica. Morda so opisali posebno narečje ali soroden tuniški jezik.

## Vasi
Po imenu ni znana nobena vas Indijancev Koroa.

## Zgodovina
Prvi belci, ki so naleteli na Koroe, so bili najverjetneje ljudje De Sota leta 1541, ki so v njegovih pripovedih omenjeni kot Coligua in Coligoa in so živeli na območju današnjega Arkansasa, blizu današnjega Little Rocka. Njihovo ime kasneje najdemo leta 1672 na Marquettovem zemljevidu kot Akoroa. La Salle nam daje prve dragocene podatke o njih med svojim obiskom tega plemena v začetku leta 1682, ko opisuje njihova bivališča v obliki kupole, visoka okoli 4,5 m, narejena iz trstike, brez oken. René Robert Cavelier, Sieur de La Salle omenja tudi jezik, za katerega pravi, da se razlikuje od tistega, ki ga uporabljajo plemena Natchez in Taensa, vendar da so njihovi običaji zelo podobni.
Tonti obišče Koroe leta 1690 na območju rek Red River in Koroa. S Francozi niso v prijateljskih odnosih in so zavezniki Indijancev Yazoo in Chickasaw ter leta 1702 ubijejo, domnevno v spanju, francoskega duhovnika Nicholasa Foucaulta in dva ali tri njegove sopotnike. Leta 1704 doživijo resne poraze od plemena Quapaw, sovražnega plemena iz skupine Dhegiha, nakar se koncentrirajo na območju reke Yazoo. Sovražnost do Francozov je še vedno prisotna in z uporom Natchezov proti Francozom [1729] se jim pridružijo s svojimi zavezniki Yazoo. Masakrirajo francosko garnizijo in v pokolu umre več sto ljudi, vključno z očetom Paulom Du Poissonjem. Po tem pokolu trpijo tudi sami Koroe, izpostavljeni napadom Indijancev Chakchiuma, Choctaw in Quapaw.
Leta 1731 jih je morda okoli 300 in živijo skupaj z Yazoo, istega leta pa pomagajo Natchezom pri napadu na Indijance Tunica, v katerem umrejo najboljši bojevniki Tunica in njihov poglavar Cahura-Joligo. Tunice si po tem porazu niso nikoli več opomogle, vendar je to že zadnja vojna Koroa plemena.
Leta 1742 živijo le še v enem naselju z Yazoo. Koroe bodo izginili v populaciji močnega plemena Choctaw. Leta 1825 se je na območju Mississippija rodil Allen Wright, ki je skupaj s plemenom Choctaw leta 1832 po Poti solz odšel na Indian Territory. Wright je deloma bele krvi, deloma pa Koroa in svojo mladost je preživel z družino prezbiterijanskega misijonarja Cyrusa Kingsburyja. Ta človek bo leta 1866 postal vrhovni poglavar naroda Choctaw. Poročil se bo z gospo Harriet Newell Mitchell iz Daytona v Ohiu, ki mu bo rodila več otrok: M. D. Eliphalet Mott Wright iz Olneyja, Oklahoma; Frank Hall Wright iz Dallasa, Teksas; Mary Wallace in Anna W. Ludlow iz Wapanucke, Oklahoma; Allen Wright, ml., pravnik iz South McAlesterja, Oklahoma; Clara E. Richards, Kathrine Wright in C. E. James B. Wright, vsi iz Wapanucke, Oklahoma. Ti ljudje so zadnja sled nekdaj bojevitega plemena Koroa.

## Etnografija
Ko je De Soto spomladi 1541 prispel v  'provinco'  Quizquiz, torej na vzhodno obalo Mississippija, je tam našel  'mesta'  in plemena, ki sta govorili tunikanska jezika. Ti plemeni sta nam danes znani kot Koroa in Tunica. Isto situacijo ali podobno so doživeli tudi Francozi v poznem 17. stoletju. Kultura teh Indijancev je tipa jugovzhodnih poljedelcev, kakršno najdemo pri Indijancih Caddoan in  Muskogean. So stalno naseljeno prebivalstvo, ki se ukvarja z gojenjem koruze. Poleg tega so ženske Koroa in Tunica nabirale tudi različno divje sadje in zelišča, korenine in semena, medtem ko so moški lovili jelene, medvede in verjetno tudi bizone, ter tako prihajali do mesa, krzna in kož. Z izparevanjem vode iz slanih izvirov so Tunicani pridobivali sol, s katero so trgovali z drugimi plemeni.
Moški so v toplem vremenu nosili jelenje predpasnike, se tetovirali in nosili uhane. Ženska noša je bila sestavljena iz kratkih kril iz tape (notranje skorje) murvinega drevesa. Tudi one so se tetovirale, tako kot njihovi možje in nosile uhane ter ušesni nakit. Lase so spletle v dolgo kito, zavito v kolesce na vrhu glave. Pozimi so tako moški kot ženske nosili plašče iz murvine tape, puranjega perja in krzna pižmovke.
Čaščenje Sonca, ki ga najdemo pri Indijancih Natchez in Tunica, bi lahko bilo prisotno tudi pri Koroa, francoski popotniki pa pišejo, da svoje hiše 'krasijo z okroglimi ploščami sijočega bakra,...'.
Hiše Koroa so kupolaste oblike, poleg vsake pa so bili nad tlemi postavljeni hlevi. To najdemo pri Tunica in tudi pri vzhodnih Indijancih Siouan. Svoje plesne slovesnosti so izvajali na osrednjem trgu (plazi).